# Ла-Коль-сюр-Лу
Ла-Коль-сюр-Лу (фр. La Colle-sur-Loup) — коммуна на юго-востоке Франции в регионе Прованс — Альпы — Лазурный берег, департамент Приморские Альпы, округ Грас, кантон Вильнёв-Лубе. До марта 2015 года коммуна административно входила в состав упразднённого кантона Западный Кань-сюр-Мер (округ Грас).
Площадь коммуны — 9,82 км², население — 7434 человека (2006) с тенденцией к росту: 7726 человек (2012), плотность населения — 786,8 чел/км².

## Население
Население коммуны в 2011 году составляло — 7701 человек, а в 2012 году — 7726 человек.
| 1962 | 1968 | 1975 | 1982 | 1990 | 1999 | 2006 | 2007 | 2011 | 2012 |
| ---- | ---- | ---- | ---- | ---- | ---- | ---- | ---- | ---- | ---- |
| 2096 | 2611 | 3700 | 4749 | 6025 | 6697 | 7434 | 7546 | 7701 | 7726 |

Динамика численности населения:

## Экономика
В 2010 году из 4751 человек трудоспособного возраста (от 15 до 64 лет) 3472 были экономически активными, 1279 — неактивными (показатель активности 73,1 %, в 1999 году — 66,7 %). Из 3472 активных трудоспособных жителей работали 3185 человек (1616 мужчин и 1569 женщин), 287 числились безработными (136 мужчин и 151 женщина). Среди 1279 трудоспособных неактивных граждан 512 были учениками либо студентами, 390 — пенсионерами, а ещё 377 — были неактивны в силу других причин.
На протяжении 2010 года в коммуне числилось 3062 облагаемых налогом домохозяйства, в которых проживало 7958,5 человек. При этом медиана доходов составила 26 тысяч 005 евро на одного налогоплательщика.